# Distrito de Constanza
El distrito de Constanza (en alemán: Landkreis Konstanz) es un distrito rural situado en el sur del estado federal de Baden-Wurtemberg. Los distritos vecinos son (empezando por el norte y en el sentido de las agujas del reloj), en el norte el distrito de Tuttlingen, en el noreste al distrito de Sigmaringa, en el este al distrito de Bodensee y en el sur al Lago de Constanza (Bodensee). La capital del distrito recae sobre la ciudad de Constanza.

## Geografía
El distrito de Constanza tiene parte en el Hegau, un paisaje que ya es parte de los prealpes. La ciudad de Constanza se ubica en la parte sudeste del distrito, en la ribera al Bodensee (lago de Constanza) que llega al Untersee (lago Inferior). El paisaje entre el Untersee y el lago Überlinger se llama Bodanrück. Al distrito también pertenecen las islas de Mainau (parte del lago de  Constanza) y de Reichenau (municipio).

## Demografía
El número de habitantes ha sido tomado del censo de población (¹) o datos de la oficina de estadística de Baden-Wurtemberg.
| Año                     | N.º Habitantes |
| ----------------------- | -------------- |
| 31 de diciembre de 1973 | 232.680        |
| 31 de diciembre de 1975 | 229.505        |
| 31 de diciembre de 1980 | 230.054        |
| 31 de diciembre de 1985 | 232.611        |
| 27 de mayo de 1987 ¹    | 231.898        |

| Año                     | N.º Habitantes |
| ----------------------- | -------------- |
| 31 de diciembre de 1990 | 246.059        |
| 31 de diciembre de 1995 | 258.668        |
| 31 de diciembre de 2000 | 266.183        |
| 31 de diciembre de 2005 | 274.692        |
| 30 de junio de 2006     | 274.557        |
| 31 de diciembre de 2007 | 275.120        |

## Ciudades y municipios
(Habitantes a 30 de junio de 2005)
| Ciudades 1. Aach (2.195) 2. Engen (10.168) 3. Constanza (81.511) 4. Radolfzell am Bodensee (30.187) 5. Singen (45.420) 6. Stockach (16.754) 7. Tengen (4.719) Distritos administrativos Los "Distritos Administrativos" son dos (o más) municipios que unen sus administraciones (en España, algo así como "Mancomunidades") 1. Engen 2. Gottmadingen 3. Höri 4. Constanza 5. Singen (Hohentwiel) 6. Stockach | Municipios 1. Allensbach (7.139) 2. Bodman-Ludwigshafen (4.233) 3. Büsingen am Hochrhein (1.423) 4. Eigeltingen (3.536) 5. Gaienhofen (3.212) 6. Gailingen del Alto Rin (3.039) 7. Gottmadingen (10.343) 8. Hilzingen (8.364) 9. Hohenfels (2.039) 10. Moos (3.250) 11. Mühlhausen-Ehingen (3.681) 12. Mühlingen (2.325) 13. Öhningen (3.728) 14. Orsingen-Nenzingen (3.098) 15. Reichenau (5.193) 16. Rielasingen-Worblingen (11.938) 17. Steißlingen (4.518) 18. Volkertshausen (2.794) |

## Escudo de armas
Descripción:
El escudo está dividido en cuatro partes en la primera y cuarta un pez de plata, en la segunda una cruz roja sobre un fondo de plata ye en el tercero tres ganchos de ciervo azules sobre un fondo dorado. El escudo fue otorgado al distrito por el Ministerio Interior de Baden-Wurtemberg el 25 de abril de 1974.
Historia:
El escudo simboliza los viejos territorios en el distrito: la diócesis de Constanza y la abadía de Reichenau (cruz), los condes de Hegau o el paisaje de Nellenburg (ganchos de ciervo), los peces simbolizan la riqueza del Bodensee.

## Literatura
Das Land Baden-Württemberg - Amtliche Beschreibung nach Kreisen und Gemeinden (in acht Bänden); Hrsg. von der Landesarchivdirektion Baden-Württemberg; Band VI: Regierungsbezirk Freiburg; Stuttgart, 1982, ISBN 3-17-007174-2